# بهشت و جهنم (آلبوم ایوا مکس)
بهشت و جهنم (به انگلیسی: Heaven & Hell) اولین آلبوم استودیویی خواننده آمریکایی، ایوا مکس است. این آلبوم در ۱۸ سپتامبر ۲۰۲۰ از طریق آتلانتیک رکوردز منتشر شد. مکس آلبوم را بین دسامبر ۲۰۱۸ و ۲۰۲۰ ضبط کرد که در آن زمان او با آهنگسازان از جمله سیرکوت، ردوان، چارلی پوث و بونی مک‌کی همکاری می‌کرد. آلبوم به دو طرف تقسیم شده‌است. اولی حاوی صداهای سرود است، در حالی که دومی ملودی‌های تیره تری را در خود دارد. پس از تأخیرهای فراوان، بهشت و جهنم با بررسی‌های معمولاً مطلوب منتقدان موسیقی منتشر شد؛ بسیاری از آنها تولید خوب و توانایی‌های صوتی مکس را ستودند.

## زمینه
پس از انتشار ترانه «شیرین ولی دیوانه» در اوت ۲۰۱۸، مکس ۳۰ تا ۴۰ روز در خارج از کشور سفر کرد و قبل از بازگشت به خانه در حدود کریسمس همان سال، جایی که شروع به نوشتن برای اولین آلبوم استودیویی خود کرد. او بیش از صد ترانه برای آلبوم ضبط کرد، که چندین ماه را صرف تصمیم‌گیری در مورد آلبوم کرد. در ابتدا در اوایل سال ۲۰۱۹ تکمیل شد، اما به منظور بهبود فهرست ترانه با افزودن ترانه‌های بیشتر و حذف یکی از آنها به تأخیر افتاد.
در دسامبر ۲۰۱۹، مکس اشاره کرد که آلبوم در ماه‌های آینده منتشر خواهد شد. وی تأیید کرد که آلبوم در مرحله نهایی شدن است، اما متعاقباً برای بیماری کروناویروس به تأخیر افتاد.

## پذیرش انتقادی
| بررسی انتقادی     | بررسی انتقادی |
| منبع              | رتبه‌بندی      |
| ----------------- | ------------- |
| آل‌میوزیک          | [ ۵ ]         |
| ایونینگ استاندارد | [ ۶ ]         |
| گاردین            | [ ۷ ]         |
| Spectrum Culture  | [ ۸ ]         |
| Us Weekly         | [ ۹ ]         |

آلبوم سال سه بررسی جمع آوری کرد و میانگین نمره 77 را از 100 را به آلبوم داد.

## فهرست ترانه
اقتباس شده از اپل میوزیک.
| فهرست آهنگ‌های بهشت و جهنم | فهرست آهنگ‌های بهشت و جهنم      | فهرست آهنگ‌های بهشت و جهنم |
| شماره                     | نام                            | مدت                       |
| ------------------------- | ------------------------------ | ------------------------- |
| ۱.                        | «بهشت»                         | ۱:۴۶                      |
| ۲.                        | «پادشاهان و ملکه‌ها»            | ۲:۴۲                      |
| ۳.                        | «لخت»                          | ۳:۴۲                      |
| ۴.                        | «تتو»                          | ۲:۳۹                      |
| ۵.                        | «وای خدای من چه اتفاقی می‌افتد» | ۲:۵۹                      |
| ۶.                        | «امشب با من تماس بگیر»         | ۲:۵۰                      |
| ۷.                        | «متولد شب»                     | ۳:۱۹                      |
| ۸.                        | «پاره شده»                     | ۳:۱۸                      |
| ۹.                        | «ببر جهنم»                     | ۲:۴۴                      |
| ۱۰.                       | «چه کسی اکنون می‌خندد؟»         | ۳:۰۰                      |
| ۱۱.                       | «بلادونا»                      | ۳:۲۳                      |
| ۱۲.                       | «شایعات»                       | ۳:۱۲                      |
| ۱۳.                       | «منم همینطورم»                 | ۳:۰۴                      |
| ۱۴.                       | «نمک»                          | ۳:۰۰                      |
| ۱۵.                       | «شیرین ولی دیوانه»             | ۳:۰۷                      |
| مجموع مدت:                | مجموع مدت:                     | ۴۴:۴۵                     |